# 스모크 (뮤지컬)
스모크는 더블 케이 필름 앤 씨어터 제작, 추정화 작 · 연출 · 작사, 허수현 작곡의 뮤지컬이다. 2016년 12월 16일부터 2016년 12월 22일까지 현대 카드 UNDERSTAGE에서 적성 검사가 개최된 2017년 3월 18일부터 2017년 5월 28일까지 니 플렉스 2관에서 초연되었다. 2018년 4월 24일부터 7월 15일까지 DCF대명문화공장 2 관 라이프 웨이 홀에서 재연, 2020년 12월 4일부터 2021년 3월 7일까지 예스 24 스테이지 2 관에서 삼연. 이상 시 〈오감도 제 15 호〉에 영감을 하고 있다.

## 일본에서의 공연 기록
2018년아사쿠사구극（浅草九劇）
2019년도쿄 예술 극장（東京芸術劇場） 극장 허리, 아사쿠사구극
2021년아사쿠사구극, 극장 드라마 시티（シアタードラマシティ）